# 1988年上海市甲型肝炎大流行
1988年上海市甲型肝炎大流行，简称上海甲肝大流行或上海甲肝大爆发，发生于1988年春季的上海市，主要由市民食用受到甲肝病毒污染的毛蚶引起，此次疫情共造成310,746人感染和47人死亡（一说31人死亡），一度引起社会恐慌，并给当时的上海卫生防疫系统以很大压力，直接经济损失至少5亿元人民币。

## 起因

### 毛蚶相关情况
毛蚶是滤食性贝类，1只成贝的毛蚶每天滤水可达10升，其食物是各种硅藻。如果它的生存水域被污染，就有被污染的较大可能。当时调查结论表明，启东小庙洪一带水域的毛蚶体内存有甲肝病毒。吕四毛蚶的蕴藏量估约在5万吨以上，蚶肉含有多量的蛋白质和维生素B12。
早先，上海市民食用毛蚶的方法相当简单，一般用开水把毛蚶泡一下，然后用硬币把壳撬开，在半生不熟的毛蚶肉上加上调料就直接食用，一般不经过足够的高温杀菌。这种生食毛蚶的方法，使毛蚶腮上所吸附的大量细菌和甲肝病毒得以轻易地经口腔侵入消化道及肝脏，引发疾病。邻近上海的江苏启东是甲肝高发区。
1983年，上海市居民曾有4万余人在食用毛蚶后患上甲肝。为此，上海政府相关部门研究决定毛蚶不禁售，但需要制定允许销售的标准，这也就是后来执行的所谓毛蚶的“鲜活度”，即凡是新鲜的、活的毛蚶就可以销售。
1987年9月全面疏通长江口航道时，在启东江段意外地发现了一个野生的毛蚶富集区。到1987年年底，启东毛蚶大量进入上海菜场，市水产局、食监所等都未能有效阻止。事后得知启东近海水域大量毛蚶堆集达到一米之厚，但该地区长期受到人畜粪便污染。。
1988年1月18日，《解放日报》刊文警示毛蚶可能携带甲肝病毒。

### 痢疾疫情
1987年底，上海市就开始发生情况不严重的痢疾流行，因腹泻到医院就诊的病人大量增加，依据上海医院的相关制度，腹泻病人都会被询问近期的饮食情况，因而得知大多病人均在近期食用过毛蚶。痢疾是通过粪便传染的，这就表明人们食用的毛蚶受到了粪便的污染，由毛蚶传播了菌痢。另一方面，菌痢的潜伏期短，可以在24小时内发病。甲肝的潜伏期则是两周或至一个半月。因此，由受污染毛蚶导致的菌痢流行后，就有可能爆发甲肝流行。当时主管卫生防疫的上海市副市长谢丽娟就意识到痢疾的流行，也许是甲肝流行的先兆，上海很可能会在两周以后出现甲肝流行。

## 爆发

### 病例激增
自1988年1月19日起，上海市民中突发的不明原因发热、呕吐、厌食、乏力和黄疸等病例激增，当日报告病例由18日的33例急增至134例，之后数日内成倍增长。之后的患者人数便成倍增加。1月底，有时一天新增的甲肝病人甚至达到一万例左右。2月1日新增病例数则高达1.9万例。流行波及面广，呈现出突发性紧急疫情。 

### 社会恐慌
由于疫情爆发突然，来势迅猛，外加当时民众对甲肝的传播途径的不了解，因此在上海社会上造成了较大的恐慌。上海本地出现了不敢摸楼梯扶手，有甲肝病人的家庭被孤立的情况；另一方面，由于甲肝疫情，出现了外省市排斥上海人的现象。由于民众缺乏对甲肝预防和治疗的相关知识，认为“板蓝根”可以预防或治疗甲肝，使上海市场板蓝根出现抢购风潮并脱销。

### 舆论压力
由于疫情严重外加社会恐慌，当时上海市政府特别是卫生防疫部门承受了很大压力，时任上海市副市长谢丽娟和卫生局长王道民受到多方指责和质疑。

## 缓和

### 政府应对
上海市政府及卫生防疫系统采取了多项措施以应对严重的疫情。当时上海所有医院（包括妇产医院）总共也就5.5万张病床，即使全腾出来，也根本没办法集中安置这么多甲肝病人。1月24日，上海市政府召开由各区（县）长、各区县的卫生局长、防疫站长、市政府各委办局负责人参加的紧急会议，会议要求大家统一认识，克服困难，千方百计想尽一切办法增加收治点，尽一切可能多收治病人，因为“多一个病人留在医院外面就多了一个传染源，很容易增加一批新病人”。“全市动员起来打一场防治甲肝的人民战争”，各级医院尽一切可能增加床位，而且收治重症患者，病情较轻的患者由地段卫生院收治。上海市临时将一些大中型企业仓库、学校的校舍、小型旅馆、新建或正在改建的住宅等改为临时隔离病房用以收治甲肝病人，避免产生新的传染源。上海市政府颁布措施禁售毛蚶以切断传播媒介，并通过媒体呼吁公众勿再食用毛蚶，并养成勤洗手等卫生习惯。为了缓解社会上的恐慌情绪，政府通过媒体努力向公众传播甲肝的相关知识，以消除市民忧虑，此外，当时中国实际最高领导人邓小平也选择在疫情蔓延期间在上海度过春节。

### 疫情消散
3月上旬，上海全市新发病例数明显下降，没有出现第二个发病高峰。1月29日至3月21日肝炎发病共计292301例，其中市区27.5万例，郊区1.87万例；死亡31例，直接死于甲肝并发症（急性及亚急性黄色肝萎缩）的只有11例。
到1988年3月底，疫情基本得到控制，因甲肝入院病人逐步减少。截止当年5月13日，共有310,746人感染，死亡31人。1988整年发病352,048例，其中市区310,746例。

## 影响
这场疫情使上海市人民政府开始重视突发传染病疫情的防控，并逐步建立了传染病的防控应急预警机制，另一方面，这次严重的甲肝流行也使上海人意识到生吃毛蚶的巨大风险，逐步改善了饮食和卫生习惯，在2003年非典期间，上海并未发生严重疫情。
上海自禁售毛蚶起，至今未再次允许售卖，部分老字号的醉蚶也受到波及。

## 部分区县发病人数统计
- 黄浦区：31,048例。[22]
- 南市区：49,615例。[23]
- 卢湾区：23,426例。[24]
- 徐汇区：26,929例。[25]
- 静安区：2.09万例。[26]
- 普陀区：2.51万例。[27]
- 闸北区：2.5万余例。[28][29]
- 虹口区：3.89万例。[30][31]
- 杨浦区：4,5931例。[32]
- 吴淞区：5,372例，死亡3例。[33]
- 闵行区：2,971例。[34]
- 嘉定县：2,182例。[35]
- 南汇县：672例。[36]
- 石化地区：1,343人例。[37][38]